# Головне управління державної безпеки НКВС СРСР
Головне управління державної безпеки (ГУДБ) — структурний підрозділ НКВС СРСР, утворений 10 липня 1934 на базі ОДПУ.
Основними завданнями ГУДБ були:
- боротьба з державними злочинами, у тому числі зі зрадою Батьківщині, шпигунством, контрреволюцією, тероризмом, диверсіями, шкідництвом;
- охорона держтаємниці;
- запобігання державним злочинам;
- виконання спецзавдань уряду СРСР щодо забезпечення державної безпеки і громадського порядку.

У регіонах завдання щодо забезпечення держбезпеки виконували Управління державної безпеки регіональних управлінь НКВД.
Вперше ГУДБ було ліквідовано відповідно до рішення Політбюро ЦК ВКП (б) від 28 березня 1938 року. Потім відповідно до рішення Політбюро від 23 вересня 1938 ГУДБ було утворено знову.
Остаточно ГУДБ було ліквідовано на початку 1941 року після поділу НКВС СРСР на два самостійні органи: Народний комісаріат внутрішніх справ і Народний комісаріат державної безпеки СРСР.

## Структурні підрозділи і напрямки діяльності

### Зовнішня розвідка
Зовнішня розвідка була однією з найважливіших завдань ГУДБ. 10 липня 1934 за зовнішню розвідку став відповідати 7 відділ ГУДБ. У липні 1939 завдання розвідки були передані в 5-й відділ ГУДБ.

### Військова контррозвідка
У 1934-38 рр. військова контррозвідка входила до складу ГУДБ як Особливий (з грудня 1936 — 5-й) Відділ. У березні 1938 зі скасуванням ГУДБ, на базі 5-го Відділу було створено 2-ге Управління (особливих відділів) НКВС СРСР. У вересні 1938 року ГУДБ було відтворено, а 2-ге управління увійшло в нього як 4-й (Особливий) Відділ.

### Державна охорона
Одним із завдань ГУДБ була охорона вищих осіб держави та комуністичної партії, а також дипкорпусу. Виконання цього завдання спочатку покладалося на Оперативний відділ ГУДБ.
28 листопада 1936 був утворений Відділ охорони ГУДБ, наприкінці грудня того ж року перейменований в 1 відділ. Охорону вищих осіб держави під час їхніх візитів по країні здійснювали Перші відділи місцевих Управлінь держбезпеки НКВД.
У 1938 році керівником Першого відділу ГУДБ був призначений М. С. Власик.

### Інші оперативно-чекістські підрозділи
- Боротьба з антирадянськими елементами
  - З 25 грудня 1936 — 4 відділ ГУДБ НКВС СРСР
  - З 18 березня 1954 — 4 управління КДБ при Раді Міністрів СРСР
- Забезпечення державної безпеки в економіці
  - З 10 липня 1934 — Економічний відділ ГУДБ НКВС СРСР
- Забезпечення державної безпеки на транспорті
  - З 25 грудня 1936 — 6 відділ ГУДБ НКВС СРСР
  - З 18 березня 1954 — 6 управління КДБ при Раді Міністрів СРСР
- Оперативна робота (обшуки, арешти, зовнішнє спостереження, установки)
  - З 25 грудня 1936 — 2 відділ ГУДБ НКВС СРСР
  - З 18 березня 1954 — 7 управління КДБ при Раді Міністрів СРСР
- Шифрувальна і дешифрувальна робота
  - З 25 грудня 1936 — 9 відділ ГУДБ НКВС СРСР
  - З 18 березня 1954 — 8 Головне управління КДБ при Раді Міністрів СРСР і 2 спецвідділ МВС СРСР
- Обліки, статистика, архіви
  - З 25 грудня 1936 — 8 відділ ГУДБ НКВС СРСР
  - З 18 березня 1954 — Обліково-архівний відділ КДБ при Раді Міністрів СРСР і 1 спецвідділ МВС СРСР
- Використання праці ув'язнених, що мають спеціальні технічні знання
  - З 21 жовтня 1938 — 4 спецвідділ НКВС СРСР.

## Табірні підрозділи
- Управління виправно-трудовими таборами і колоніями
  - З 10 липня 1934 — Головне управління виправно-трудових таборів (ГУЛАГ) НКВС-МВС СРСР.
- Аеродромне будівництво
  - 27 березня 1941 — організовано Головне управління аеродромного будівництва (ГУАС) НКВС СРСР.
- Промислове будівництво (з 1945 р — будівництво об'єктів атомної промисловості)
  - 26 лютого 1941 — організовано Головне управління таборів промислового будівництва (Главпромстрой) НКВД-МВС СРСР.
- Гідротехнічне будівництво
  - 13 вересня 1940 — на базі Гідротехнічного відділу ГУЛАГу було організовано Головне управління таборів гідротехнічного будівництва (Главгидрострой) НКВС СРСР.
- Видобуток дорогоцінних металів
  - З 6 вересня 1946 — на базі Главзолота Міністерства кольорової металургії СРСР було організовано Спеціальне головне управління (СГУ) «Главспеццветмет» МВС СРСР.
  - З 18 березня 1953 — СГУ з відання МВС СРСР було передано у відання Міністерства металургійної промисловості СРСР.
- Залізничне будівництво
  - 4 січня 1940 — організовано Головне управління таборів залізничного будівництва (ГУЛЖДС) НКВД-МВС СРСР.
- Будівництво підприємств нафтопереробної промисловості
  - З 8 жовтня 1951 — на базі Управління з будівництва підприємств нафтової промисловості Головпромбуду МВС СРСР був організований Главспецнефтестрой МВС СРСР.
  - З 18 березня 1953 — Главспецнефтестрой з відання МВС СРСР був переданий у відання Міністерства нафтової промисловості СРСР.
- Гірничо-металургійні підприємства
  - 26 лютого 1941 — на базі Управління гірничо-металургійних підприємств ГУЛАГу НКВС СРСР було організовано Головне управління таборів гірничо-металургійних підприємств (ГУЛГМП) НКВД-МВС СРСР.
  - 18 березня 1953 — ГУЛГМП з відання МВС було передано у відання Міністерства металургійної промисловості СРСР.
- Будівництво, ремонт та експлуатація шосейних доріг
  - З 3 березня 1936 — організовано Головне управління шосейних доріг «ГУШОСДОР» НКВС СРСР.
  - З 18 березня 1953 — ГУШОСДОР з відання МВС СРСР був переданий у відання Міністерства шляхів сполучення СРСР.
- Лісова промисловість
  - З 26 лютого 1941 — Управління таборів лісової промисловості НКВС СРСР (УЛЛП).

## Порівняльна таблиця спеціальних звань начальницького складу ГУДБ НКВС СРСР і командного складу РСЧА
| ГУДБ НКВС СРСР                       | РСЧА                 |
| ------------------------------------ | -------------------- |
| Сержант державної безпеки            | Лейтенант            |
| Молодший лейтенант державної безпеки | Старший лейтенант    |
| Лейтенант державної безпеки          | Капітан              |
| Старший лейтенант державної безпеки  | Майор                |
| Капітан державної безпеки            | Полковник            |
| Майор державної безпеки              | Комбриг              |
| Старший майор державної безпеки      | Комдив               |
| Комісар державної безпеки 3-го рангу | Комкор               |
| Комісар державної безпеки 2-го рангу | Командарм 2-го рангу |
| Комісар державної безпеки 1-го рангу | Командарм 1-го рангу |